# Capitani (televisieserie)
Capitani is een Luxemburgse misdaadserie, gemaakt door Thierry Faber, Eric Lamhène en Christophe Wagner, geregisseerd door Christophe Wagner en uitgezonden van 1 oktober tot 17 december 2019 op RTL Télé Lëtzebuerg. De serie trok 158.000 kijkers, een record in Luxemburg. Vanaf 11 februari 2021 was de serie in een groot aantal landen beschikbaar op Netflix, en ook daar stond de reeks in de top 10 van het platform. Seizoen 2 ging in première op 22 februari 2022 op RTL en werd vanaf 8 juli 2022 online beschikbaar op Netflix. Het is de eerste misdaadserie met overwegend dialogen in het Luxemburgs, een taal die slechts door ongeveer 300.000 mensen wordt gesproken. 

## Synopsis
Seizoen 1
In een Luxemburgs dorpje waar iedereen geheimen voor elkaar heeft, wordt het lichaam van de vijftienjarige Jenny Engel (Jil Devresse) gevonden in het bos. Haar tweelingzus Tanja is spoorloos, en niemand lijkt te willen samenwerken met de recherche. De norse rechercheur Luc Capitani (Luc Schiltz) komt vanuit het zuiden van het land naar het noordelijker gelegen dorp om de zaak op te lossen. Om contact te maken met de dorpsbewoners is hij afhankelijk van de twee lokale politieagenten: de intelligente maar onervaren Elsa Ley (Sophie Mousel) en de goedbedoelende maar niet zo snuggere Joe Mores (Joe Dennenwald).
Seizoen 2
Vier jaar later woont Luc Capitani in Luxemburg-Stad. Hij is ontslagen bij de politie en wordt verdacht van betrokkenheid bij een oude moord op een drugsdealer. Als voorwaarde voor zijn vrijheid wordt hij gevraagd om te infiltreren in de nachtclubs in het stationsgebied. Intussen werkt zijn voormalige collega Elsa aan een onderzoek naar de drugshandel in dezelfde wijk. De twee komen elkaar steeds vaker tegen, maar Elsa twijfelt of ze Luc wel kan vertrouwen.